# Датцеталь
Датцеталь (нім. Datzetal) — громада в Німеччині, розташована в землі Мекленбург-Передня Померанія. Входить до складу району Мекленбургіше-Зенплатте. Складова частина об'єднання громад Фрідланд.
Площа — 41,06 км2. Населення становить 853 ос. (станом на 31 грудня 2020).